# Alemanha Oriental nos Jogos Olímpicos de Verão de 1980
A Alemanha Oriental competiu nos Jogos Olímpicos de Verão de 1980, realizados em Moscou, União Soviética.